# Budge Patty

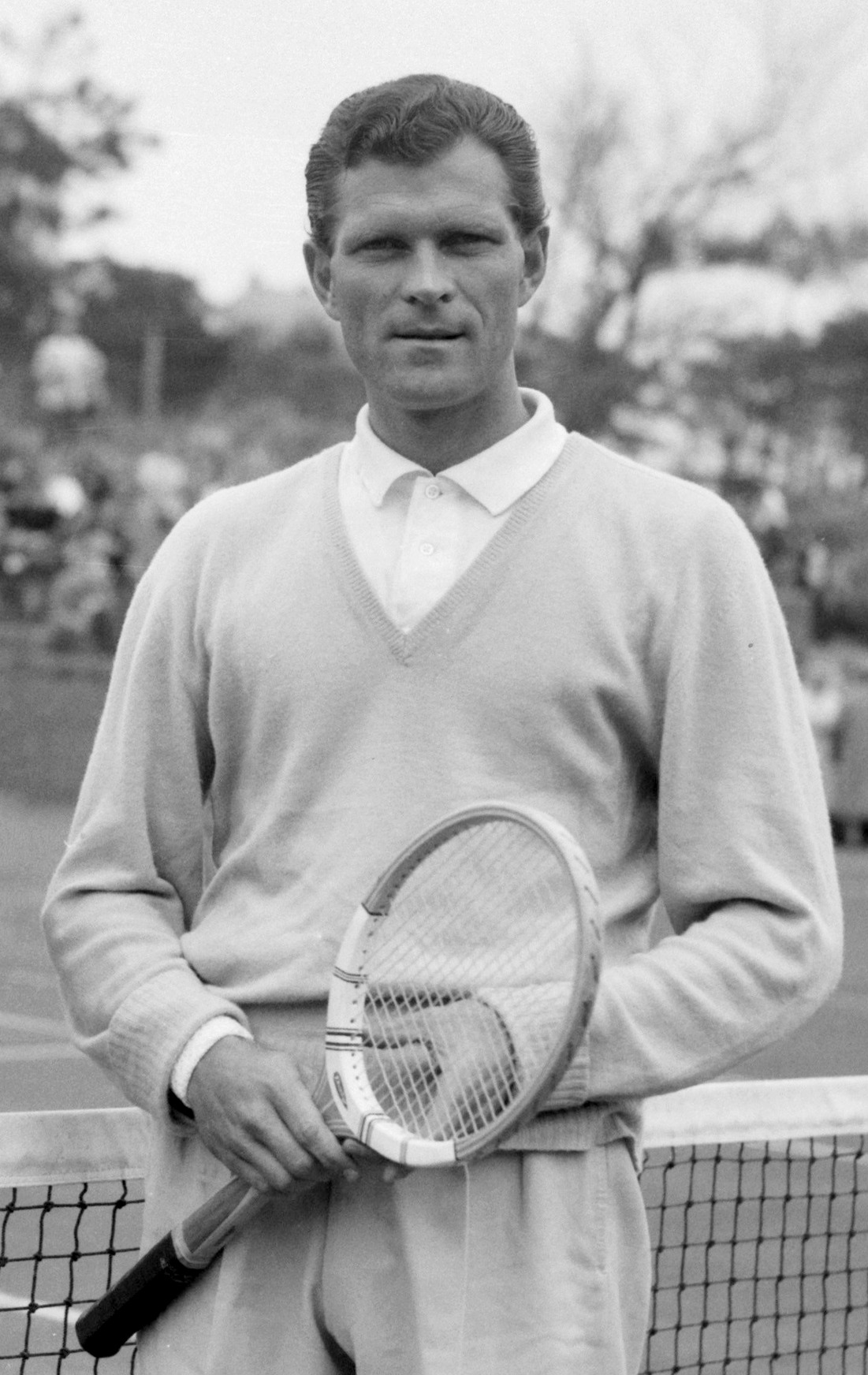
Budge Patty, 1958

John Edward „Budge“ Patty (* 11. Februar 1924 in Fort Smith, Arkansas, Vereinigte Staaten; † 4. Oktober 2021 in Lausanne, Kanton Waadt, Schweiz) war ein US-amerikanischer Tennisspieler.
Sein erfolgreichstes Jahr als Tennisspieler war 1950, als er sowohl in Roland Garros als auch in Wimbledon das Herreneinzel gewann. Von 1952 bis 1954 gewann er die Swedish Open.